# 第二代朗達女子爵瑪格麗特·麥克沃思
第二代朗達女子爵瑪格麗特·黑格·麥克沃思，JP[?]（1883年6月12日—1958年7月20日），英國威爾斯女貴族，是20世紀活躍於兩戰期間的女權主義者和企業家，她在1920年創立女權周刊《時勢》，並在1926年至1958年間擔任周刊編輯。
朗達女子爵於1908年加入婦女社會及政治聯會，早年以激進手段為婦女爭取普選的權利。在1913年，她當眾焚燒一個郵筒以示抗議，事後被判入獄，結果在獄中絕食五天才獲得假釋。除了女權運動外，她還在1910年代開始接掌父親的煤業和報業業務，逐漸成為當時英國罕有的商界女性領袖人物。在第一次世界大戰期間，她於1915年5月與父親從美國乘搭盧西塔尼亞號郵輪回國，郵輪中途被德軍潛艇擊沉，從海難獲救的經歷激發她在一戰後期參與不少公職，當中包括出任威爾斯的婦女軍事服務總監、首席婦女招募管制官以及婦女諮詢委員會委員等。
朗達女子爵在1920年代起醉心經營自己的《時勢》周刊，歷年來投放於周刊的資助金額高達25萬英鎊，並且耗用了她大部份的家財。晚年的她雖然身患胃癌，但到臨終前仍堅持親自打理業務，又透過發起募捐運動，使周刊得以繼續維持下去。另外，自1918年繼承父親的子爵爵位後，她多年來不斷爭取女性貴族在上議院議政的權利，但這個願望要到1958年她逝世的同一年才得以實現。

## 生平

### 早年生涯

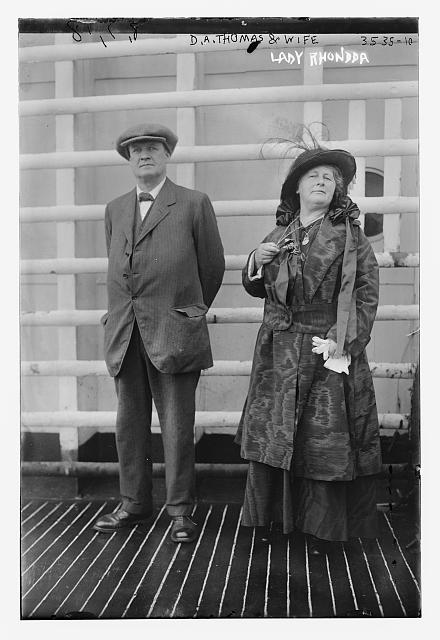
瑪格麗特的父母朗達子爵伉儷

朗達女子爵本及名瑪格麗特·黑格·托馬斯（Margaret Haig Thomas），1883年6月12日生於英國倫敦貝斯沃特的太子廣場（Princes Square），出生後受浸於鄰近聖彼得堡坊的聖馬太教堂，是父親大衛·阿爾弗雷德·托馬斯（David Alfred Thomas，後為第一代朗達子爵，1856年－1918年）和母親西比爾·黑格（Sybil Haig，後為朗達子爵夫人，1857年－1941年）所生的獨生女。瑪格麗特的父親來自威爾斯蒙茅斯郡蘭韋恩（Llanwern），是自由黨政治家和富商，1888年至1910年間任下議員，第一次世界大戰的時候曾經在1917年至1918年間在大衛·勞萊·喬治的政府中任職食物管制部長。瑪格麗特的母親是喬治·奧古斯塔斯·海格（George Augustus Haig）第四名女兒，是有名的爭取婦女普選權論者和慈善家。
瑪格麗特在小時候得不到正規教育，家人只安排來自法國和德國的家庭女教師教授她法語、德語和其他基本知識。到13歲那年，她才有機會入讀倫敦的諾丁山女子高校（Notting Hill High School for Girls），隨後又轉讀位於蘇格蘭、由聖安德魯斯大學創辦的聖雷歐納德學校（St Leonards School）。雖然她在學校接受了良好的教育，但當時的社會風氣根本不接受富家女子工作謀生，因此她畢業後只好回到倫敦，在母親的陪伴下跟其他紳士淑女一樣過著上流社交圈子應有的生活。瑪格麗特在倫敦連續度過了三年的社交季節，但羞怯和拙於交際應酬的性格使她難以融入上流社交場合，這促使她在1904年毅然隻身前往牛津大學入讀薩默維爾學院，惟就學一年後於1905年退學，選擇返回蘭韋恩的家鄉宅第生活。
瑪格麗特在家鄉最初過著平淡乏味的生活，她在1908年嫁給來自家鄉附近卡利恩（Caerleon）的一位鄉紳，嘗試負起鄉紳夫人持家主內的職責，不過這種安樂生活始終與她格格不入，她與丈夫的婚姻生活也不美滿，夫婦倆最終在1923年離婚。

### 投身女權運動
在1908年結婚前夕，透過堂姨佛蘿倫絲·海格（Florence Haig，1856年－1952年）的介紹下，瑪格麗特接觸當時興起的婦女爭取普選激進運動，從此使她的生活起了變化。佛蘿倫絲本身是激進的女權份子，曾因參與激烈抗爭而被捕入獄，在她的啟發下，瑪格麗特新婚後不久便與母親在1908年7月21日參與在倫敦海德公園的婦女爭取普選大遊行，未幾，瑪格麗特投身女權組織婦女社會及政治聯會（Women's Social and Political Union，簡稱WSPU），並一手創立聯會在南威爾斯的新港分會。這個時期的她還開始閱讀不少有關女權的著作，當中包括約翰·斯圖亞特·密爾的《婦女的屈從地位》、奧利弗·施賴納（Olive Schreiner）的《婦女與勞工》（Woman and Labour）、西塞莉·漢密爾頓（Cicely Hamilton）的《婚姻交易》（Marriage as a Trade）和蕭伯納的《易卜生主義精髓》（Quintessence of Ibsenism）等。
由投身聯會至1914年第一次世界大戰爆發為止，瑪格麗特在南威爾斯發起過不少爭取婦女普選權的活動，其中包括舉辦大小公眾集會，這些集會時而邀請得艾米琳·潘克斯特等女權領袖發表演說，時而由瑪格麗特自己主持，她們發表的言論不單得不到在場所有聽眾支持，群眾的氣氛有時候還充斥敵意。有一次，瑪格麗特與聯會領導人物安妮·肯尼（Annie Kenny）在父親所屬下議院選區梅瑟（Merthyr）的自由黨會所發表演說，期間更落得被群眾拋擲腥魚和番茄的下場。

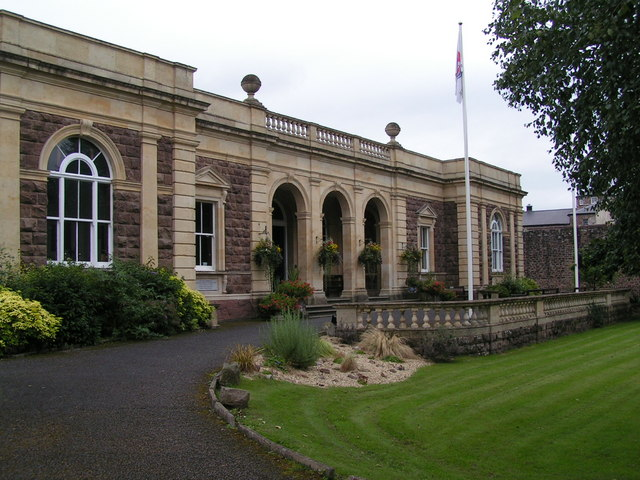
瑪格麗特在1913年焚燒郵筒，最初被鄂斯克裁判署判以罰款，隨後改判監禁

在1910年大選期間，瑪格麗特響應女權份子以激進手段向內閣閣揆表達訴求的方法，趁著有一次英揆H·H·阿斯奎斯在蘇格蘭聖安德魯斯出席公開場合的時候，她突破警方封鎖線，然後強行登上首相專車的踏板，表達要求婦女獲得普選權的聲音。此後，她的行動變得更為激進，在1913年，身為WSPU新港分會名譽秘書的她在市內公然焚燒一個郵筒以示抗議，引起輿論轟動。事後，她不單被警方拘捕，而且還被鄂斯克裁判署判以罰款的懲罰。可是，瑪格麗特斷然拒絕繳交罰款，也拒絕由丈夫保釋，這不單使他的丈夫大感驚訝，也促使裁判署決定把她囚禁在鄂斯克監獄一個月。瑪格麗特在獄中發起絕食，但獄方未有強行餵食，最終她在服刑五天後因符合《貓捉老鼠法令》的規定而獲得假釋，並在假釋後繳交罰款。到1914年第一次世界大戰爆發後，瑪格麗特才跟隨WSPU的決定，停止以激進手法爭取婦權。

### 商界發展
除了女權運動外，瑪格麗特婚後在母親的鼓勵下，還逐步協助年紀漸大的父親打理名下的煤業和報章業務。瑪格麗特作為新婚少婦，而且毫無營商經驗，在當時打進以男性為絕大多數的商業世界，可謂極為罕見。不過，瑪格麗特的父親一直以來也有和她談論生意業務，因此她對父親的業務也有一定的了解。瑪格麗特最初以1,000英鎊年薪的薪酬，獲父親聘到他位於卡迪夫港口的辦公樓工作，日常除了出席公司例會和董事局會議，還參與一些特別的計劃項目、草擬書信文件、以及陪伴父親到海外公幹。到1914年一戰爆發以前，瑪格麗特已從父親手上接過整盤報章生意；一戰爆發後，她更因為父親獲召到政府供職而逐步接管全盤生意，及至一戰尾聲的時候，她已經是超過20家公司的董事。

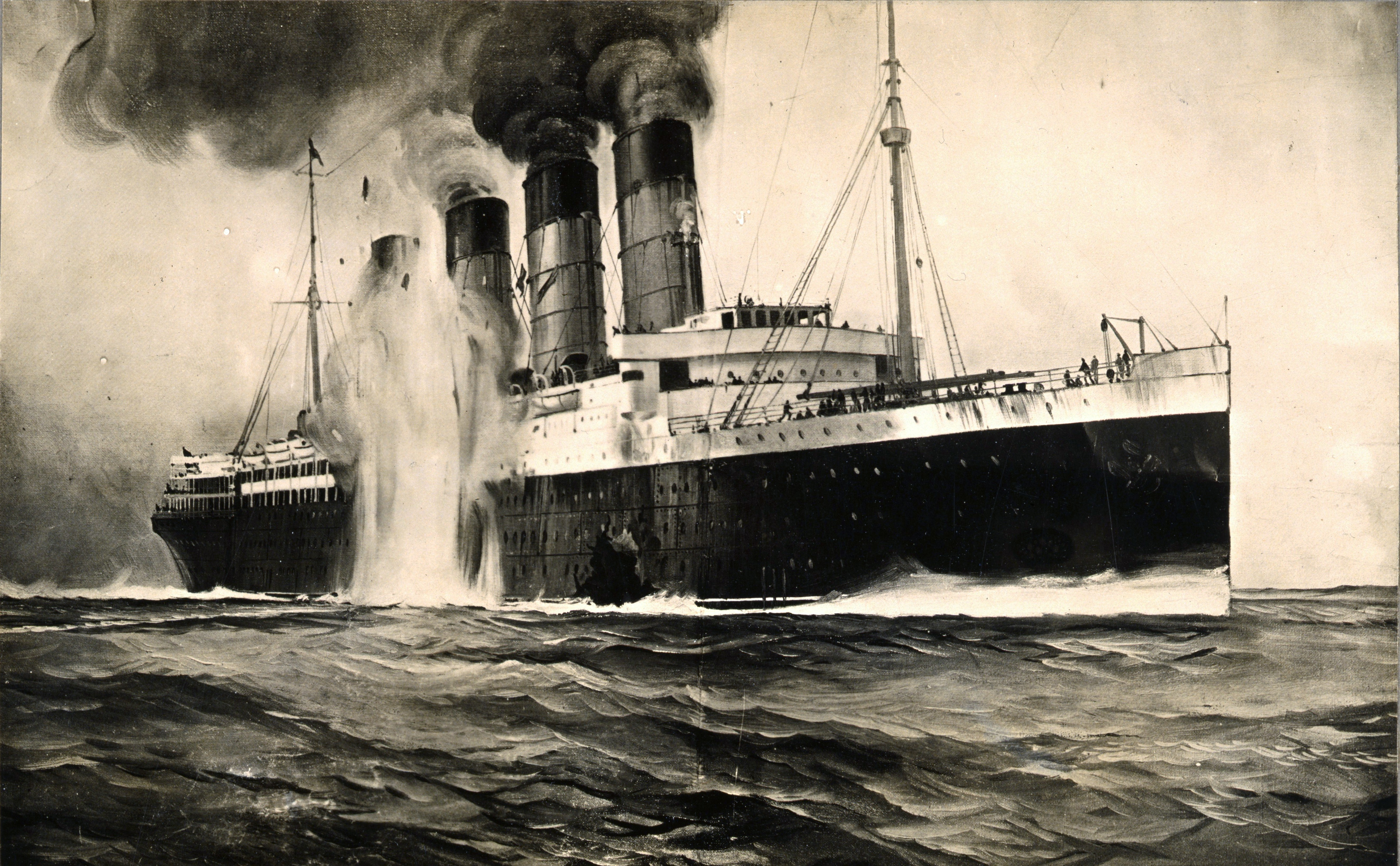
瑪格麗特與父親都是1915年盧西塔尼亞號郵輪海難的生還者

瑪格麗特從父親手上接過生意後，慢慢掌握了金融、工業和報業等各方面的知識，也培養出在商界談判的實力。然而，要在當時以男性為主導的商界立足並不容易，本身缺乏商業教育的她一方面難以融入董事局會議那種吞雲吐霧的吸煙環境，另方面她也無法像商賈士紳般透過在交易場所談天說地而套取得最新的煤業資訊，使她在商界的發展一度受到局限。在1915年5月，瑪格麗特與父親結束一次美國公幹返回英國的時候，乘搭的盧西塔尼亞號郵輪在愛爾蘭對開海域遭德國潛艇擊沉，她在混亂中與父親失散，而且在冰冷的大海中一度浮沉數小時後才僥倖獲救，大難不死，最終得以和安全脫險的父親團聚。據她後來憶述，沉船事件令她近距離與死亡擦身而過，使她明白再沒有事值得害怕，這次經歷更使她重新鼓起勇氣，克服在商界所遇到的障礙，晚年的她更成為相當虔誠的基督徒。
瑪格麗特的沉船經歷也激發她協助英政府參與戰時服務，她在1917年出任威爾斯的婦女軍事服務總監、1918年任首席婦女招募管制官、以及在一戰完結前夕出任重建部轄下的婦女諮詢委員會委員。在1918年，她還出任婦女工業聯盟創會主席，為在職女性勞工爭取應有權益。同年，瑪格麗特奉空軍部之命對皇家女子空軍的運作和管治問題作出調查，她在隨後發表的報告書中對皇家女子空軍指揮官維奧莉·道格拉斯-彭南特（Violet Douglas-Pennant）作出猛烈抨擊，促使道格拉斯-彭南特遭到撤換，並由海倫·格溫-沃恩（Helen Gwynne-Vaughan）接任。
在1916年，瑪格麗特的父親獲英廷冊封為世襲男爵，到1918年再獲晉封為世襲子爵，是為第一代朗達子爵（1st Viscoutn Rhondda），但未幾卻在同年因病逝世。瑪格麗特的父親對她起很大的影響，他一直對女兒投身激進的女權運動予以容忍，而且還放心把自己的業務交由女兒繼承，所以他在女兒心目中佔據著很重要的地位；另外，朗達子爵爵位原本隨著瑪格麗特父親的逝世而告終，但她的父親在生前獲勳的時候，曾向英揆大衛·勞萊·喬治堅持爵位可由他的女兒繼承，這使得她可以透過爵位的特別條款襲取父親的爵位，是為第二代朗達女子爵（2nd Viscountess Rhondda）。
父親身後，瑪格麗特繼承的不只是他的貴族爵位，而且還有他遺下總值逾88萬英鎊的資產，使她一躍成為相當富有的女性富商。瑪格麗特連帶繼承的還有不少企業職務，根據1919年的紀錄，她一共是33家公司的董事，其中28家的董事職務是由父親繼承得來，另外也是當中16家公司的主席或副主席，一時成為倫敦傳媒廣為關注的商界女強人和女權主義者。在1926年，她在商界的深厚經驗更進一步使她當選成為董事學會歷來首位女主席。

### 兩戰之間
在1918年2月，英國首次通過法令賦予30歲以上合資格的婦女在下議院選舉擁有投票權；同年11月，國會又通過法令准許婦女參選國會選舉，使女權份子多年來爭取普選權的運動取得重大突破。可是，婦女仍然禁足上議院，即使身為貴族也不能像男性貴族一樣，自動擁有成為上議院議員的資格。身為朗達女子爵的瑪格麗特一直視上議院為「歐洲最後的封建議會」，並自1918年襲爵起一直爭取取得上議院議員的身份，希望藉以進一步擴充婦女參政的權利。

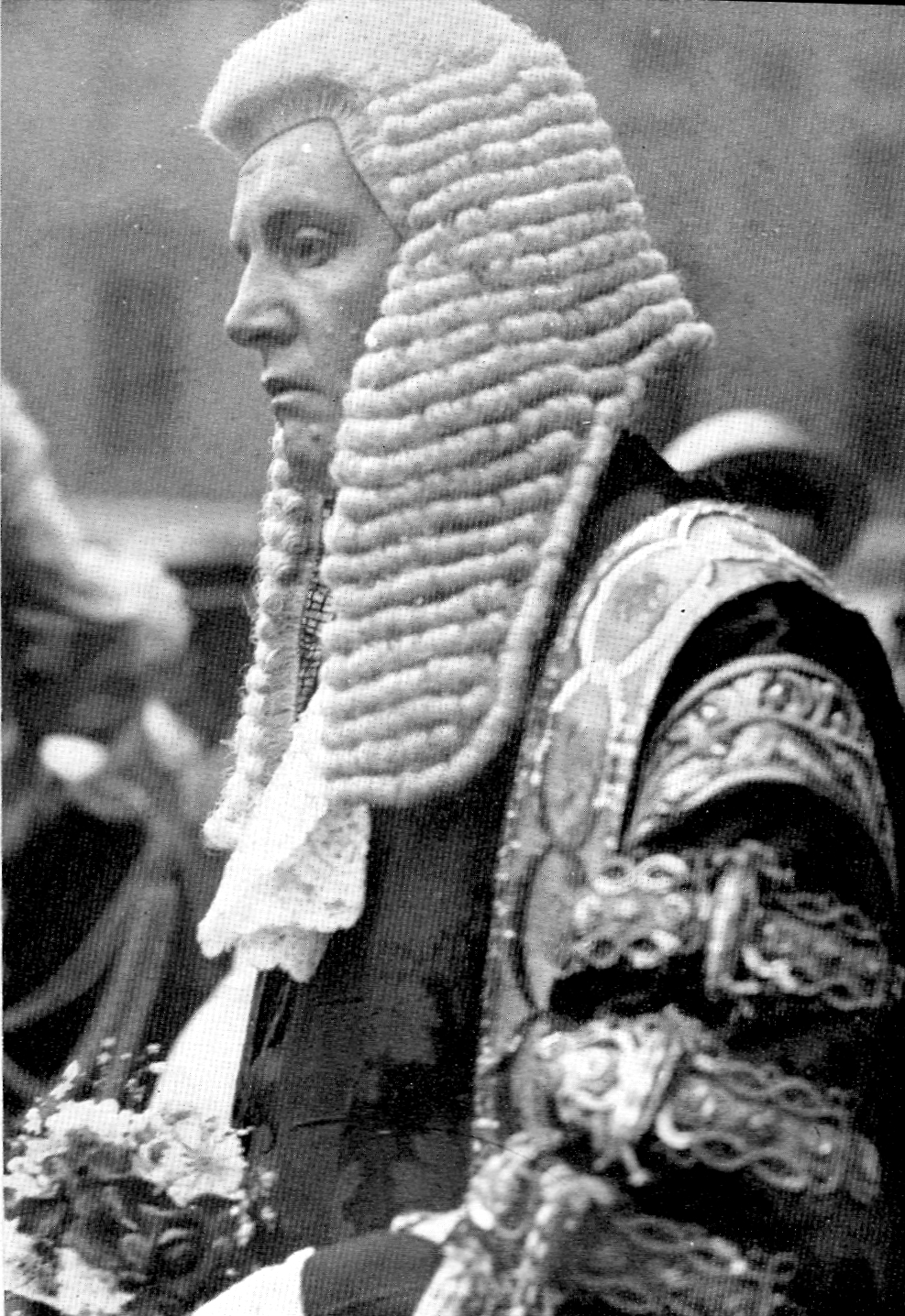
在大法官伯肯赫德勳爵影響下，上議院特權委員會在1922年拒絕朗達女子爵提出女性貴族有權在上院議事的訴求

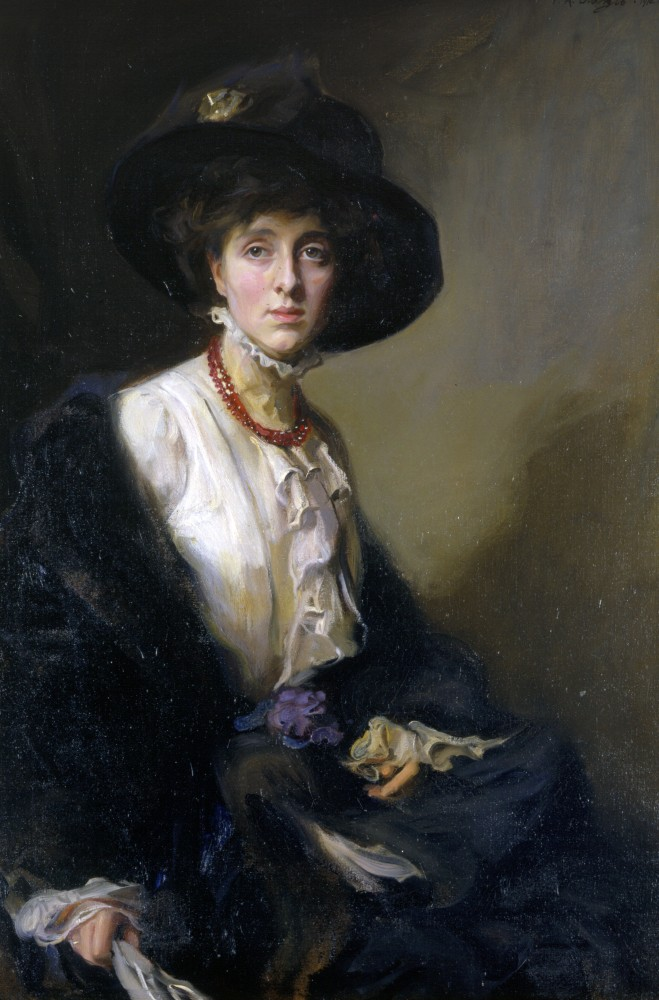
維達·薩克維爾-韋斯特是其中一位曾為《時勢》周刊撰文的作家

在1920年，她向上議院正式提交請願，以《1919年性別取消資格（移除）法令》（Sex Disqualification (Removal) Act 1919）為依據，要求獲確認為上院議員。在1922年，負責審核議員身份的上院特權委員會（Committee of Privileges）在休厄特勳爵（Lord Hewart）主導下初步接納她的訴求，但有關決定卻旋於同年5月遭時任大法官伯肯赫德勳爵（Lord Birkenhead）推翻。伯肯赫德勳爵隨後改組特權委員會，並要求委員會重新審視瑪格麗特的訴求，結果這次她的訴求遭到委員會否決。
瑪格麗特沒有因為委員會的決定而放棄，相反，在得到下院首位女議員阿斯特子爵夫人和她的丈夫阿斯特子爵（Viscount Astor）幫助下，阿斯特子爵由1924年至1930年間每年均向上院提出草案，要求准許女性貴族成為上院議員；他的草案有數次只欠些微票數便可望通過，但結果都是徒勞無功。在1948年3月2日，瑪格麗特與已故寇松勳爵的女兒雷文斯代爾女男爵（Baroness Ravensdale）等社會知名人士再度聯署請願書，要求女性貴族獲得上議院議席。雖然有關請願書同樣未有得到接納，但就促使英政府在1950年代開始認真研究女性貴族在上院議事的可能。
作為1920年代英國女權主義代表人物之一，她最為人知的事蹟包括在1920年創立女權周刊《時勢》（Time and Tide）；在1921年創立六點小組，關注兒童撫養、男女同工同酬、平等機會等六大婦女議題；以及在1926年聯同其他女權份子創立門戶開放評議會（Open Door Council），反對國會和政府以「保護」婦女為名制定任何法令。
在眾多的女權工作中，瑪格麗特花最多時間到她一手創立的《時勢》周刊，周刊是她的童年夢想，這使她花上大部份的個人精力和財富來維持這份周刊。她歷任周刊首任副主席和董事局主席，1926年起還親身接任周刊編輯，實行親自打理。多年來，她一直資助《時勢》周刊，初時每年資助額高達5,000至10,000英鎊，歷年累積資助總額更達25萬英鎊。瑪格麗特對周刊擁有有效的控制，她除了掌握周刊百分之90的股權，董事局更清一色由女性擔任，她對周刊的認真態度反映出她對女權主義、平等主義、個人主義以至是自由主義的追求。
《時勢》周刊雖然是一份女權雜誌，但題材也涉及政治、經濟、社會議題、文學和藝術各方面，供稿的作家也不限男女，計有維吉尼亞·伍爾芙、維達·薩克維爾-韋斯特（Vita Sackville-West）、桃樂絲·榭爾絲、麗貝卡·韋斯特、G·K·卻斯特頓、吉伯特·梅利（Gilbert Murray）、蕭伯納、H·G·威爾斯、T·S·艾略特、艾茲拉·龐德、奧爾德斯·赫胥黎、E·M·福斯特和喬治·奧威爾等。得到瑪格麗特提攜的後進也包括溫尼弗雷德·霍爾比（Winifred Holtby）、維拉·布里頓（Vera Brittain）、W·H·奧登、史帝芬·斯班德和克里斯多福·伊舍伍等人。此外，《時勢》周刊也會刊出一些譬如是哈羅德·拉斯基、G·D·H·高爾、C·V·威治伍德（C. V. Wedgwood）和艾琳·鮑爾（Eileen Power）等知名學者的著述。
自1928年英國女性享有與男性同等的投票權利後，《時勢》周刊涉及女權議題的篇幅有所減少。儘管周刊的政治立場隨著年月而逐漸傾向右翼和反共，但在第二次世界大戰前夕和二戰期間，《時勢》周刊均以強硬高調的立場抨擊法西斯主義，使得瑪格麗特成為德國納粹黨的眼中釘之一。在1945年納粹德國投降後，盟軍從納粹黨搜出一份《納粹黑名單》，該名單載列了納粹德國一旦攻佔英國後，第一時間需要逮捕和處決的目標人物，在名單之中，瑪格麗特榜上有名。
在二戰期間，《時勢》周刊的銷量一度高達每周30,000份，但戰後的銷量卻是停滯不前，到1950年代跌至只有大約每周16,000份，雜誌社每周更錄得400至500英鎊的嚴重虧損，結果消耗了瑪格麗特大部份的財富。為了維持周刊的收支狀況，她曾經發起募捐運動，成功為周刊籌得25,000英鎊，使周刊可以繼續經營下去，到身後的1986年才告停刊。

### 晚年生涯
瑪格麗特為了打理《時勢》周刊的業務，多年來均居於倫敦，但也同時保留了她與家鄉威爾斯固有的聯繫；她在空餘的時候總會返回威爾斯，並在當地擔任不同的公職。在1950年至1955年間，她榮任卡迪夫的威爾斯大學學院（阿伯里斯特威斯大學前身）總裁，並且在1955年獲威爾斯大學頒授榮譽法學博士學位，以表彰她多年來在爭取婦女權益方面的貢獻。
瑪格麗特晚年深受胃癌困擾，但她以《時勢》周刊需要一位頭腦清醒的領導人物坐鎮為理由，堅拒接受治療。在1958年4月，英國國會終於通過《終身貴族爵位法令》，首度容許女性終身貴族成為上議院議員，然而，她未及見證首位女貴族宣誓就任上議院議員，便在同年7月20日因病病逝於倫敦西敏醫院，終年75歲。由於她沒有子嗣，故此她的子爵爵位從此斷絕。身後，她的遺體進行火化，骨灰則移奉往家鄉蘭韋恩安葬。她死後約三個月，伍頓女男爵（Baroness Wootton）才於同年10月21日宣誓就任成為英國歷來首位上議院女議員，而一直到1963年7月，國會進一步通過《貴族爵位法令》，至此女性世襲貴族才獲准成為上議院議員。

## 個人生活
瑪格麗特在1908年7月9日嫁給家鄉蘭韋恩附近卡利恩（Caerleon）的鄉紳漢弗萊·麥克沃思（Humphrey Mackworth，1871年7月11日－1948年5月2日），麥克沃思比瑪格麗特年長12歲，在陸軍任職，是當地地主，也是第六代從男爵亞瑟·威廉·麥克沃思爵士（Sir Arthur William Mackworth, Bt，1842年－1914年）的兒子和爵位繼承人。在1914年，麥克沃思因父親逝世而繼承為第七代從男爵兼襲取了爵士頭銜，因此瑪格麗特也取得了麥克沃思爵士夫人（Lady Mackworth）的身份。
瑪格麗特婚後曾嘗試適應婚姻生活，作為活躍自由黨人的她更因為丈夫是保守黨人而在婚後放棄她在地區自由黨協會的工作。雖然如此，夫婦倆的婚姻生活並不美滿，麥克沃思愛好獵狐，但瑪格麗特卻認為獵狐是不文明的，相反她更喜歡把時間用在丈夫毫不興趣的閱讀上，而她在女權活動方面的工作更使她與丈夫越走越遠。瑪格麗特與丈夫沒有養育任何兒女，兩人在雙方同意下於1923年離婚，她的前夫在離婚後旋於同年再娶桃樂絲·塞西爾·克里夫斯·盧埃林（Dorothy Cecil Cleeves Llewellin）為妻。
離婚前後的瑪格麗特結交不少同性密友，當中包括作家溫尼弗雷德·霍爾比、《時勢》周刊首任編輯海倫·阿奇代爾（Helen Archdale）和大學婦女國際聯會秘書特奧多拉·博桑基特（Theodora Bosanquet）。由1933年至1958年逝世為止，瑪格麗特均與博桑基特過著同居生活。

## 部份著作
- D. A. Thomas, Viscount Rhondda, 1921.[5]

（直譯：《朗達子爵·D·A·托馬斯》，1921年。）
- Leisured Women, 1928.[5]

（直譯：《從容的婦女》，1928年。）
- This was My World, 1933.[5]

（直譯：《這是我的世界》，1933年。）
- Notes on the Way, 1937.[5]

（直譯：《旅途上的筆記》，1937年。）

## 榮譽

### 頭銜
- 瑪格麗特·黑格·托馬斯 （Margaret Haig Thomas，1883年6月12日－1908年7月9日）
- 瑪格麗特·黑格·麥克沃思 （Margaret Haig Mackworth，1908年7月9日－1914年3月8日）
- 麥克沃思爵士夫人 （Lady Mackworth，1914年3月8日－1916年1月28日）
- 麥克沃思爵士夫人閣下 （The Hon. Lady Mackworth，1916年1月28日－1918年7月3日）
- 朗達女子爵閣下 （The Rt. Hon. The Viscountess Mackworth，1918年7月3日－1958年7月20日）

### 殊勳
- 以下列出榮譽全稱及縮寫：^ 
  - 太平紳士（J.P.） （威爾斯格溫特[1]）

### 榮譽學位
- 榮譽法學博士
  - 威爾斯大學 （1955年）

## 注腳
1. 1 2 3 4 5 6 7 8 9 10 11 12 13 14  Jones, Evan David, "THOMAS , MARGARET HAIG , VISCOUNTESS RHONDDA", Welsh Biography Online, retrieved on 19 February 2012.
2. 1 2 3 4 5 6 7 8 9 10 11 12 13 14 15 16 17  "Lady Humphrey Mackworth (Margaret Haig Thomas)", The Lusitania Resource, retrieved on 19 February 2012.
3. ↑  "Mr. David Alfred Thomas", The Lusitania Resource, retrieved on 19 February 2012.
4. 1 2 3 4 5 6 7 8 9 10 11 12 13 14 15 16 17 18 19 20 21 22 23 24 25 26 27  Beddoe, Deirdre, "Thomas [married name Mackworth], Margaret Haig, suo jure Viscountess Rhondda", Oxford Dictionary of National Biography. Oxford University Press, 2004.
5. 1 2 3 4 5 6 7  "RHONDDA, 2nd Viscountess", Who was Who. London: A & C Black, 1996.
6. 1 2 3 4  Crawford, Elizabeth, The Women's Suffrage Movement: A Reference Guide, 1866-1928. Routledge, 2001.
7. 1 2 3  "2nd Viscountess Rhondda", BBC Wales South East - Hall of Fame, retrieved on 19 February 2012.
8. 1 2 3  Law, Cheryl, Women, A Modern Political Dictionary. I.B.Tauris, 2000.
9. 1 2  "Margaret Haig Thomas, 2nd Viscountess Rhondda", thePeerage.com, retrieved on 19 February 2012.
10. 1 2 3 4  "Women and the House of Lords", House of Lords, retrieved on 19 February 2012.
11. 1 2  "MACKWORTH of Gnoll Castle,Glamorgan", Leigh Rayment's Peerage Page, retrieved on 19 February 2012.

## 外部連結
- Welsh Biography Online （页面存档备份，存于）
- The Lusitania Resource （页面存档备份，存于）
- Spartacus Educational
- House of Lords - Viscountess Rhondda

| 聯合王國貴族爵位              | 聯合王國貴族爵位          | 聯合王國貴族爵位 |
| ----------------------------- | ------------------------- | ---------------- |
| 前任： 大衛·阿爾弗雷德·托馬斯 | 朗達女子爵 1919年－1958年 | 繼任： 斷絕      |